# Кариасика
Кариасика (порт. Cariacica) — муниципалитет в Бразилии, входит в штат Эспириту-Санту. Составная часть мезорегиона Центр штата Эспириту-Санту. Входит в экономико-статистический микрорегион Витория. Население составляет 355 456 человек на 2005 год. Занимает площадь 279,98 км².

## Статистика
- Валовой внутренний продукт на 2005 год составляет 0 mil реалов (данные: Бразильский институт географии и статистики).
- Валовой внутренний продукт на душу населения на 2005 год составляет 0 реалов (данные: Бразильский институт географии и статистики).
- Индекс развития человеческого потенциала на 2005 год составляет 0 (данные: Программа развития ООН).

## География
Климат местности: тропический. В соответствии с классификацией Кёппена, климат относится к категории Aw.